# Stazione di Montirone
La stazione di Montirone è una stazione ferroviaria posta sulla linea Brescia-Parma. Serve il centro abitato di Montirone.

## Storia
La fermata di Montirone fu attivata il 1º agosto 1893 contemporaneamente alla tratta Piadena-San Zeno, che completava la linea Parma-Brescia-Iseo.
Per la sua realizzazione fu individuata un'area adiacente alla strada comunale per Castenedolo, all'uopo ribattezzata via Stazione.
L'impianto fu affidato alla Rete Adriatica con esercizio svolto a cura della Società Meridionale, che svolse tale funzione fino al 1905, anno in cui la stazione passò alle neocostituite Ferrovie dello Stato.
Il raddoppio dei binari e la conseguente trasformazione in stazione risale al 1976.
Nel 2000, la società Rete Ferroviaria Italiana subentrò alle FS nell'esercizio della stazione e, sotto tale gestione, l'intera linea fu dotata del sistema d'esercizio con Dirigente Centrale Operativo; il relativo apparato ACEI di stazione fu attivato il 14 dicembre 2008.

## Strutture e impianti
La stazione è dotata di due binari con marciapiede per il servizio viaggiatori, un binario secondario per mezzi d'opera e, lato Brescia, di due raccordi: uno della ex ferriera Capra e l'altro del terminal intermodale di proprietà di Magli Intermodal Service
Montirone è servita dai treni regionali della relazione Brescia-Parma, eserciti da Trenord cadenzati a frequenza oraria nell'ambito del contratto di servizio stipulato con la Regione Lombardia.